# Stolperkäfer

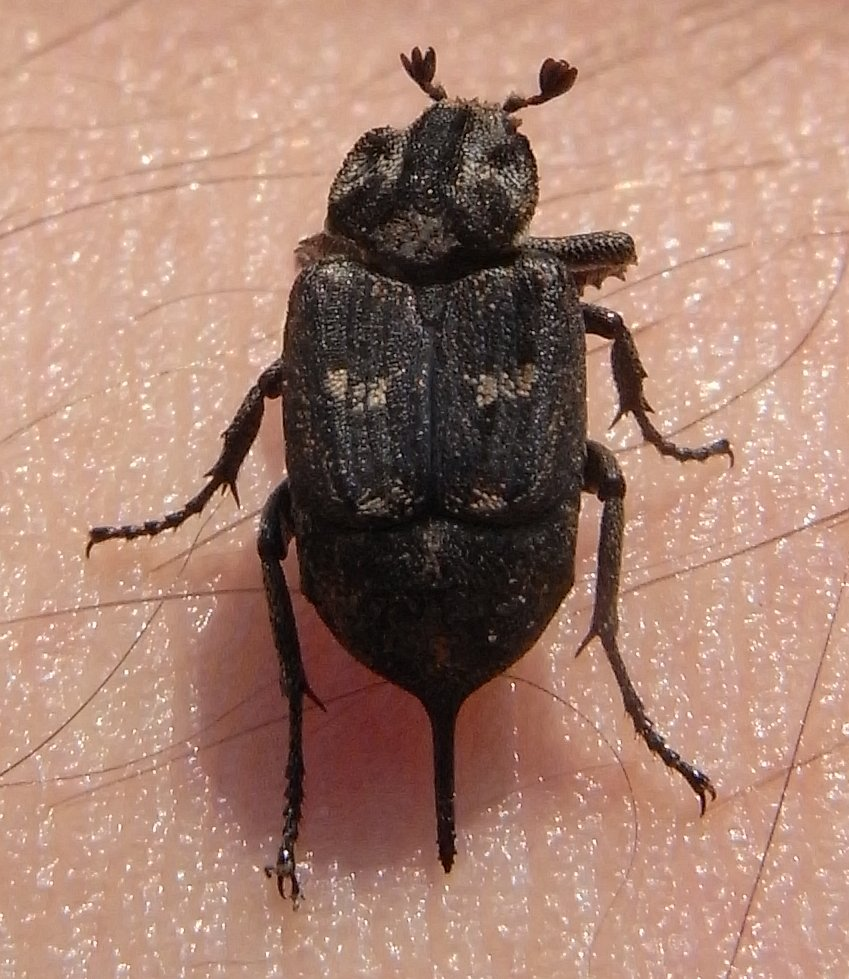
Weibchen

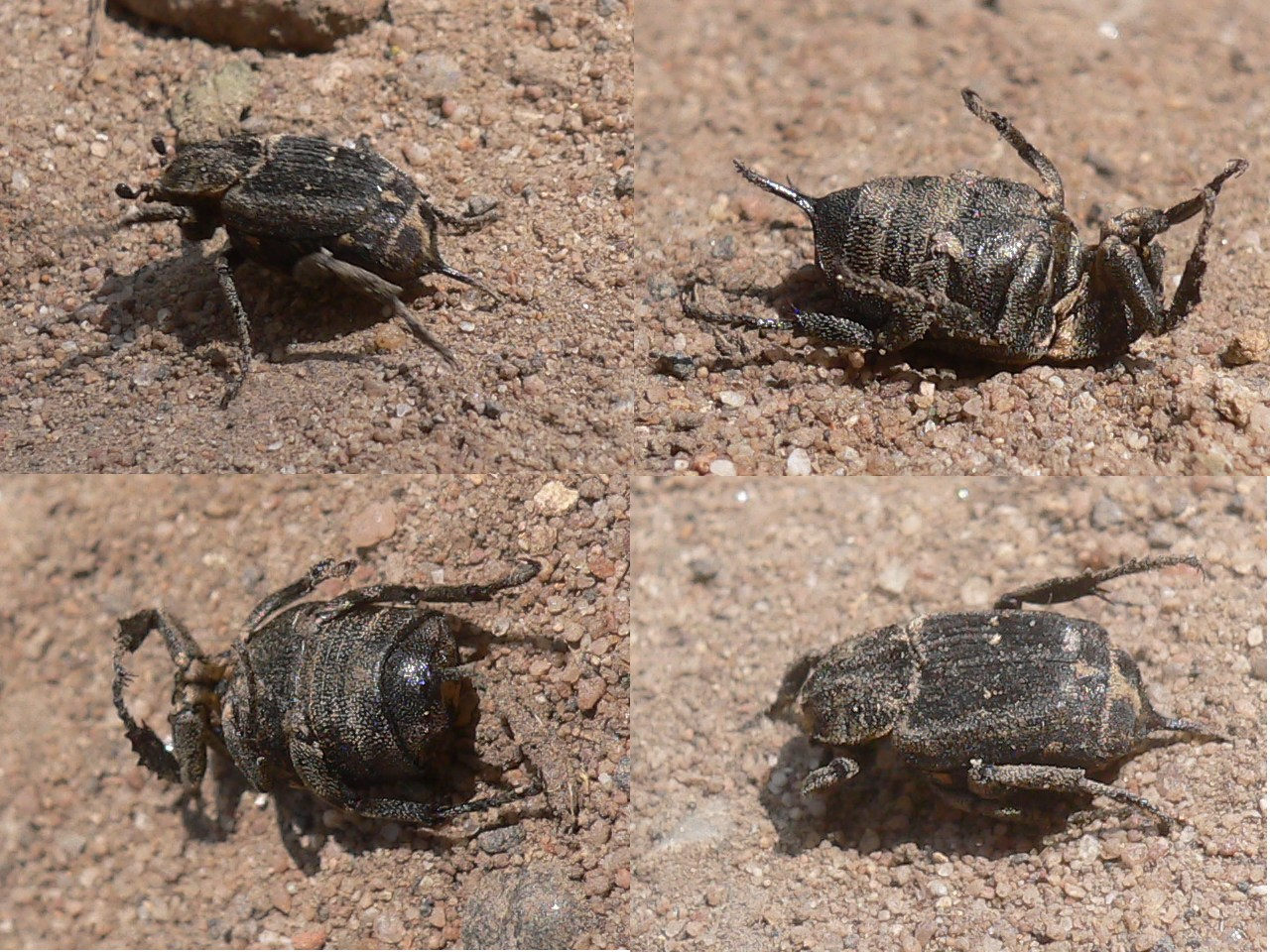
Stolperkäfer (Weibchen)

Der Stolperkäfer (Valgus hemipterus) ist ein Käfer aus der Familie der Blatthornkäfer (Scarabaeidae).

## Merkmale
Die Käfer erreichen eine Körperlänge von sechs bis zehn Millimetern. Das Männchen hat einen dunkel und hell geschuppten, das Weibchen einen überwiegend dunkel geschuppten Körper. Die Deckflügel sind verkürzt, so dass sie nicht den ganzen Hinterleib bedecken. Das Weibchen trägt am Hinterleibsende einen auffälligen, langen Stachel (Telson), durch den es neben seiner dunkleren Färbung leicht vom Männchen zu unterscheiden ist.

## Vorkommen
Die Käfer kommen in Süd- und Mitteleuropa, am Kaukasus, in Nordafrika und der Türkei vor. Die nördliche Verbreitungsgrenze befindet sich in etwa in den Niederlanden. In Nordamerika sind die Käfer im Gefolge des Menschen verbreitet worden. 
Man findet die Stolperkäfer von Mai bis Juni entweder auf Blüten oder auf Holz. Sie sind recht häufig.

## Lebensweise
Die Larven fressen in stehenden und liegenden Totholzstämmen von Birken und anderen Laubbäumen. Die Käfer überwintern als Puppe.

## Systematik und Taxonomie
Der Stolperkäfer wurde schon 1758 von Carl von Linné in seinem grundlegenden Werk Systema naturae erstmals beschrieben.